# Metafonía por I
La metafonía por I (también conocida como umlaut, umlaut de i, metafonía por i/j, o umlaut de i/j) es un tipo de cambio fonético en que una vocal posterior se anterioriza si la sílaba siguiente contiene /i/, /ī/ o /j/ (la aproximante palatal sonora, como el sonido del ⟨y⟩ en la palabra inglesa yes). Es una categoría de metafonía regresiva o armonía vocálica.
El término es utilizado usualmente por académicos de las lenguas germánicas. Es un fenómeno de importancia particular en la historia de idiomas germánicos porque los sufijos flexionales con una /i/ o /j/ llegaron a muchas alternancias vocálicas que siguen siendo importantes hoy en la morfología de estos idiomas. 

## Lenguas Germánicas
Artículo principal: Umlaut germánico
La metafonía por I sucedió separadamente en las varias lenguas germánicas a partir de 450 o 500 e. C. en la región del mar del Norte y afectó a todos los idiomas tempranos, con la excepción del gótico. Parece que tuvo lugar de forma más temprana y más completa en inglés antiguo y nórdico antiguo. La metafonía por I también sucedió en alto alemán antiguo; para el año 900, sus efectos son visibles consistentemente en la ortografía de la */a/ germánica.

## Otras lenguas
La metafonía por I existe en muchas otras lenguas, pero a menudo tiene un nombre diferente. Sin embargo, en las lenguas romances normalmente se llama metafonía (que viene del griego antiguo y significa "proceso de cambio de sonidos", lo que se traduce al alemán como umlaut: um "sobre" con laut "sonido"). Mientras tanto en las lenguas celtas la metafonía se llama afección. Un tipo de metafonía por I existe también en las lenguas anatolias, incluso el hitita, luvita, licio, y lidio.

## Idioma coreano
En coreano medio, las vocales ordenadas al revés (ㅐ, ㅔ, ㅒ, ㅖ, ㅚ, ㅟ, ㅢ) fueron diptongos, es decir ㅐ [ɐj], ㅔ [əj], ㅒ [jɐj], ㅖ [jəj], ㅚ [oj], ㅟ [uj], ㅢ [ɯj ~ ɰi]. No obstante, en coreano moderno temprano, se convierten en monoptongos por la metafonía, con la única excepción de ㅢ. Aunque en el coreano moderno tardío, ㅟ se convierte en el diptongo [ɥi]. Además, ㅚ es voluble y la pronunciación estándar del coreano permite que se pronuncie [ø] y [we].
En coreano moderno, hay dos tipos de metafonía por I, o asimilación de I: asimilación progresiva de I y asimilación regresiva de I (역행 동화). La asimilación ocurre cuando laㅣestá frente a (progresiva) o detrás (regresiva) de la sílaba. En coreano estándar, se permite que solo pocas palabras se asimilen, sin embargo hay excepciones observadas en algunos dialectos y en usanza casual. La asimilación de I progresiva añade el sonido [j], pero la asimilación regresiva de I causa que la vocal experimente el umlaut. 
- Progresiva: 피어 (florecer) [pʰi.ʌ] → 피여 [pʰi.jʌ], 아니오 (no) [ɐ.ȵi.o] → 아니요 [a.ȵi.jo]
- Regresiva: (dialecto del coreano occidental) 아기 (bebé) [ɐ.ɡi] → 애기 [ɛ.ɡi], 어미 (madre) [ʌ.mi] → 에미 [e.mi], 고기 (carne) [ko.ɡi] → 괴기 [kø.ɡi ‐ kwe.ɡi]